# راعي غنم جبال الألب
«راعي غنم جبال الألب» (بالإنجليزية: Alpine Shepherd Boy)‏ هي الحلقة الخامسة للموسم الأول من مسلسل إيه إم سي التلفزيوني الدرامي من الأفضل الاتصال بسول، المسلسل يُعتبر بادئة من مسلسل اختلال ضال. تم بث الحلقة في 2 مارس 2015 على قناة إيه إم سي بالولايات المتحدة. خارج الولايات المتحدة، تم عرض الحلقة لأول مرة على خدمة البث نتفليكس في عدة بلدان.

## الاستقبال
عند بثها، تلقت الحلقة 2.71 مليون مشاهد أمريكي، ونسبة 18-49 من 1.2.

## وصلات خارجية
- «راعي غنم جبال الألب» على إيه إم سي (بالإنجليزية)
- «راعي غنم جبال الألب» على قاعدة بيانات الأفلام على الإنترنت (بالإنجليزية)